# Cantone di Neuilly-Saint-Front
Il Cantone di Neuilly-Saint-Front era una divisione amministrativa dell'arrondissement di Château-Thierry con capoluogo Neuilly-Saint-Front.
A seguito della riforma approvata con decreto del 21 febbraio 2014, che ha avuto attuazione dopo le elezioni dipartimentali del 2015, è stato soppresso.

## Composizione
Comprendeva 33 comuni:
- Armentières-sur-Ourcq
- Bonnesvalyn
- Brumetz
- Bussiares
- Chézy-en-Orxois
- Chouy
- Courchamps
- La Croix-sur-Ourcq
- Dammard
- La Ferté-Milon
- Gandelu
- Grisolles
- Hautevesnes
- Latilly
- Licy-Clignon
- Macogny
- Marizy-Saint-Mard
- Marizy-Sainte-Geneviève
- Monnes
- Monthiers
- Montigny-l'Allier
- Neuilly-Saint-Front
- Passy-en-Valois
- Priez
- Rocourt-Saint-Martin
- Rozet-Saint-Albin
- Saint-Gengoulph
- Silly-la-Poterie
- Sommelans
- Torcy-en-Valois
- Troësnes
- Veuilly-la-Poterie
- Vichel-Nanteuil